# 大學入學分科測驗
大學入學分科測驗是為中華民國大學入學方案中三大入學考試之一，由大學入學考試中心舉辦。為配合108課綱的實施，自111學年度（2022年）起分科測驗取代指定科目考試，且考試科目由10科減為7科。114學年度（2025年）起，將加入數學乙考科，增為8項考試科目。

## 測驗目標
為因應108課綱的主軸「核心素養」，分科測驗之測驗目標的擬定是以108課綱中的「學習內容」與「學習表現」為依據，分為以下四個方向。
1. 測驗考生所具有的學科能力。
2. 測驗考生銜接大學教育而所具有的進階學科知能。
3. 測驗考生能於不同的情境中整合運用進階學科知識、解決問題的能力。
4. 測驗考生的閱讀理解、圖表判讀、證據運用、邏輯推論、分析評價、表達說明等能力。

## 測驗內容

### 考試科目
分科測驗共有物理、化學、數學甲、生物、 歷史、地理、公民與社會、數乙八個科目，考生可自由選考。成績取消以往指考的百分制，改採級分制。

### 測驗日期
每年7月第二周。

### 測驗時間
所有考試科目的測驗時間均為80分鐘。

#### 2022-2024年
| 時間   | 第1節                 | 第2節                 | 第3節                       | 第4節                 |
| ------ | --------------------- | --------------------- | --------------------------- | --------------------- |
| 第一天 | 物理 （08:40－10:00） | 化學 （10:50－12:10） | 數學甲 （14:00－15:20）     | 生物 （16:10－17:30） |
| 第二天 | 歷史 （08:40－10:00） | 地理 （10:50－12:10） | 公民與社會 （14:00－15:20） |                       |

#### 2025年起
| 時間   | 第1節                 | 第2節                 | 第3節                   | 第4節                       |
| ------ | --------------------- | --------------------- | ----------------------- | --------------------------- |
| 第一天 | 物理 （08:40－10:00） | 化學 （10:50－12:10） | 數學甲 （14:00－15:20） | 生物 （16:10－17:30）       |
| 第二天 | 歷史 （08:40－10:00） | 地理 （10:50－12:10） | 數學乙 （14:00－15:20） | 公民與社會 （16:10－17:30） |

### 測驗範圍
| 考試科目                 | 部定必修                                                  | 部定加深加廣選修                                                                    |
| ------------------------ | --------------------------------------------------------- | ----------------------------------------------------------------------------------- |
| 數學甲                   | 10年級必修數學 11年級必修數學A類                          | 12年級選修數學甲上下                                                                |
| 歷史                     | 必修歷史                                                  | 族群、性別與國家的歷史 科技、環境與藝術的歷史 探究與實作：歷史學探究                |
| 地理                     | 必修地理                                                  | 空間資訊科技 社會環境議題 探究與實作：地理與人文社會科學研究                        |
| 公民與社會               | 必修公民與社會                                            | 現代社會與經濟 民主政治與法律 探究與實作：公共議題與社會探究                        |
| 物理                     | 必修物理                                                  | 力學一 力學二與熱學 波動、光及聲音 電磁現象一 電磁現象二與量子現象                  |
| 化學                     | 必修化學                                                  | 物質與能量 物質構造與反應速率 化學反應與平衡一 化學反應與平衡二 有機化學與應用科技  |
| 生物                     | 必修生物                                                  | 細胞與遺傳 生命的起源與植物體的構造與功能 動物體的構造與功能 生態、演化及生物多樣性 |
| 數學乙 (114學年度起新增) | 10年級必修數學 11年級必修數學A類與數學B類均關聯的學習內容 | 12年級選修數學乙上下                                                                |

### 題型
各考科的題型包括：選擇題型（單選題、多選題）、選填題型、非選擇題型與混合題型。混合題型是指同時包含選擇題、選填題與非選擇題的題型，為題組形式。

## 特色
新式答題卷採「卷卡合一」設計，將以往分開的答案卡（適用選擇題型、選填題型）與答案卷（適用非選擇題型）合併為一張新式答題卷（A3紙張），且可依命題需要於答題卷中適當納入部分試題內容，設計對應的作答格式。

## 報名人數
| 年   | 人數    |
| ---- | ------- |
| 2022 | 2萬9086 |
| 2023 | 4萬2257 |
| 2024 | 4萬2141 |
| 2025 | 3萬9190 |

## 備註
1. ↑  另兩項考試為大學學科能力測驗、四技二專統一入學測驗
2. 1 2 3  包含探究與實作的學習內容。